# Xenopus ruwenzoriensis
Xenopus ruwenzoriensis е вид жаба от семейство Безезични жаби (Pipidae).

## Разпространение
Видът е разпространен в Демократична република Конго и Уганда.